# Fontas River
Der Fontas River ist der ca. 160 km lange rechte Quellfluss des Fort Nelson River in den kanadischen Provinzen Alberta und British Columbia.

## Flusslauf
Der Fontas River entspringt im Nordwesten von Alberta unweit der Grenze zu British Columbia. Er fließt anfangs in nordnordwestlicher Richtung und überquert die Provinzgrenze. Er nimmt den linken Nebenfluss Kahntah River auf und wendet sich im Unterlauf nach Westen. Schließlich trifft er auf den von Süden kommenden Sikanni Chief River und bildet mit ihm gemeinsam den Fort Nelson River.